# 율길초등학교
율길초등학교는 대한민국 경기도 가평군 상면 율길리에 있는 공립 초등학교이다.

## 학교 연혁
- 1934. 03. 03 조종공립 보통학교 부설 봉수간이학교 설립
- 1944. 04. 01 율길국민학교 승격
- 1948. 03. 22 초대 김중일 교장 부임
- 1984. 09. 01 병설유치원 개원
- 1996. 03. 01 율길초등학교로 개명
- 2003. 09. 01 제20대 나병도 교장 부임
- 2006. 09. 01 제21대 김형채 교장 부임
- 2008. 09. 01 제22대 류재혁 교장 부임
- 2013. 03. 04 제23대 송창언 교장 부임
- 2015. 02. 13 제68회 졸업식(7명, 누계: 1,898명)
- 2024. 09. 01 제26대 이현미 교장 부임

## 참고 자료
- 율길초등학교 - 한국교육학술정보원 학교알리미